# Автошлях Т 1318
Автошля́х Т 1318 — автомобільний шлях територіального значення в Луганській області. Проходить територією Алчевського та Луганського районів через Біле — Білоріченський — Марію — Титаренкове — Лутугине. Загальна довжина — 18,2 км.

## Маршрут
Автошлях проходить через такі населені пункти:
| Автошлях Т 1318   |        |
| Луганська область |        |
| Алчевський район  |        |
| Біле              | E40М04 |
| Луганський район  |        |
| Кам'яний Пласт    |        |
| Білоріченський    |        |
| Марія             |        |
| Титаренкове       |        |
| Лутугине          | Н21    |